# Paralastor pusillus
Paralastor pusillus är en stekelart som först beskrevs av Henri Saussure 1856.  Paralastor pusillus ingår i släktet Paralastor och familjen Eumenidae. Inga underarter finns listade i Catalogue of Life.